# Maledetta primavera/Mi solletica l'idea
Maledetta primavera/Mi solletica l'idea è un singolo musicale di Loretta Goggi, pubblicato nel 1981. 

## Descrizione
Entrambi i brani sono arrangiati da Toto Savio, anche produttore del 45 giri.
Il brano sul lato A, Maledetta primavera, partecipò al Festival di Sanremo 1981, classificandosi al secondo posto dietro Per Elisa, brano cantato da Alice.
La musica del brano sul lato B è di Savio e Michele Zarrillo

## Tracce
Lato A
1. Maledetta primavera (testo: Paolo Amerigo Cassella – musica: Totò Savio; edizioni musicali Blue Team, Sugar Music)

Lato B
1. Mi solletica l'idea (testo: Paolo Amerigo Cassella-Loretta Goggi – musica: Totò Savio-Michele Zarrillo; edizioni musicali Blue Team, Sugar Music)

## Classifiche
| Posizione | 3 | 1 | 3 | 3 | 3 | 3 | 3 | 3 | 5 | 4 | 6 | 7 | 8 | 8 |